# Justicia ventricosa
Justicia ventricosa är en akantusväxtart som beskrevs av Nathaniel Wallich och Sims.. Justicia ventricosa ingår i släktet Justicia och familjen akantusväxter. Inga underarter finns listade i Catalogue of Life.